# Mats'eliso Moshabesha
Virginia Mats'eliso Moshabesha (falecida em 2000) foi uma política Mosotho. Ela fez parte do primeiro grupo de mulheres eleitas para a Assembleia Nacional do Lesoto em 1993.

## Biografia
Educada na África do Sul, Moshabesha estudou para ser enfermeira nos hospitais Baragwanath e MacCord, onde obteve um certificado em enfermagem geral e um diploma em obstetrícia. No início dos anos 70, ela frequentou o Instituto de Saúde Pública de Calcutá para estudar enfermagem em saúde pública e a Universidade da Califórnia, em Santa Cruz, onde se especializou em planeamento familiar. Ela trabalhou como irmã de enfermagem e como coordenadora da Cruz Vermelha de Lesoto. Antes de entrar na política, ela foi enfermeira de saúde pública para o Lesotho Highlands Water Project.
Moshabesha foi candidata do Partido do Congresso de Basutolândia (BCP) na Matala nas eleições gerais de 1993 e foi uma das três mulheres eleitas, as primeiras mulheres a serem membros da Assembleia Nacional. Ela tornou-se chefe whip do governo. Antes das eleições de 1998, ela foi nomeada pelo ramo central do BCP como candidata potencial para Mafeteng, assento ocupado pelo Ministro da Educação Lesao Lehohla. Embora uma reunião do ramo eleitoral do partido tenha escolhido Lehohla como candidato, o partido tentou declarar a eleição inconstitucional. A questão acabou por ser levada ao Supremo Tribunal, que decidiu a favor de Lehohla. Moshabesha permaneceu membro do comité central do partido até à sua morte no hospital Rainha Isabel II em Maseru em 2000.